# 曹子建集
《曹子建集》是中国三国时期曹植的文集，共十卷。其中卷一至卷四为赋，卷五为詩，卷六为樂府，卷七为頌、贊、銘，卷八为章、表、令，卷九为文、詠、序、書、誄、哀辭，卷十为論、說。据《四库全书提要》的统计，共有赋四十四篇、诗七十四篇、杂文九十二篇。